# Saint-Lanne
Saint-Lanne är en kommun i departementet Hautes-Pyrénées i regionen Occitanien i sydvästra Frankrike. Kommunen ligger i kantonen Castelnau-Rivière-Basse som tillhör arrondissementet Tarbes. År 2022 hade Saint-Lanne 121 invånare.

## Befolkningsutveckling
Antalet invånare i kommunen Saint-Lanne
| Referens: INSEE |